# 기담전설2 소름
《기담전설2 소름》은 2009년 E채널 드라마이다.